# Гавриловский сельсовет (Тамбовская область)
Гаври́ловское сельсове́т — сельское поселение в составе Ржаксинского района Тамбовской области.
Административный центр — деревня Гавриловка.

## История
В соответствии с Законом Тамбовской области от 17 сентября 2004 года № 232-З установлены границы муниципального образования и статус сельсовета как сельского поселения.
В соответствии с Законом Тамбовской области от 24 мая 2013 года № 271-З в состав сельсовета включен упразднённый Александровский сельсовет.

## Население
| 2010  | 2012  | 2013  | 2014  | 2015  | 2016  | 2017  | 2018  | 2019  |
| ----- | ----- | ----- | ----- | ----- | ----- | ----- | ----- | ----- |
| 1413  | ↘1352 | ↘1333 | ↗1899 | ↘1873 | ↘1833 | ↘1753 | ↗1758 | ↘1741 |
| 2020  | 2021  |       |       |       |       |       |       |       |
| ↘1727 | ↘1482 |       |       |       |       |       |       |       |

## Состав сельского поселения
| №  | Населённый пункт  | Тип населённого пункта          | Население |
| -- | ----------------- | ------------------------------- | --------- |
| 1  | Александровка 1-я | село                            | ↘157      |
| 2  | Александровка 2-я | деревня                         | ↘94       |
| 3  | Алкаладка         | деревня                         | ↘197      |
| 4  | Андреевка         | деревня                         | ↘197      |
| 5  | Гавриловка        | деревня, административный центр | ↗574      |
| 6  | Казанковка        | деревня                         | 2         |
| 7  | Казинка           | деревня                         | ↘83       |
| 8  | Кареевка          | деревня                         | 63        |
| 9  | Краснохуторский   | посёлок                         | 14        |
| 10 | Малиновский       | посёлок                         | 9         |
| 11 | Можайка           | деревня                         | 17        |
| 12 | Мордвиновка       | деревня                         | ↘98       |
| 13 | Натальевка        | деревня                         | ↘105      |
| 14 | Николаевка        | деревня                         | 29        |
| 15 | Николаевский      | посёлок                         | ↘137      |
| 16 | Ольгино           | деревня                         | ↘93       |
| 17 | Пахарь            | посёлок                         | ↗181      |
| 18 | Силаев Клин       | посёлок                         | 17        |
| 19 | Тамбовский        | посёлок                         | ↘51       |